# 葩梯山

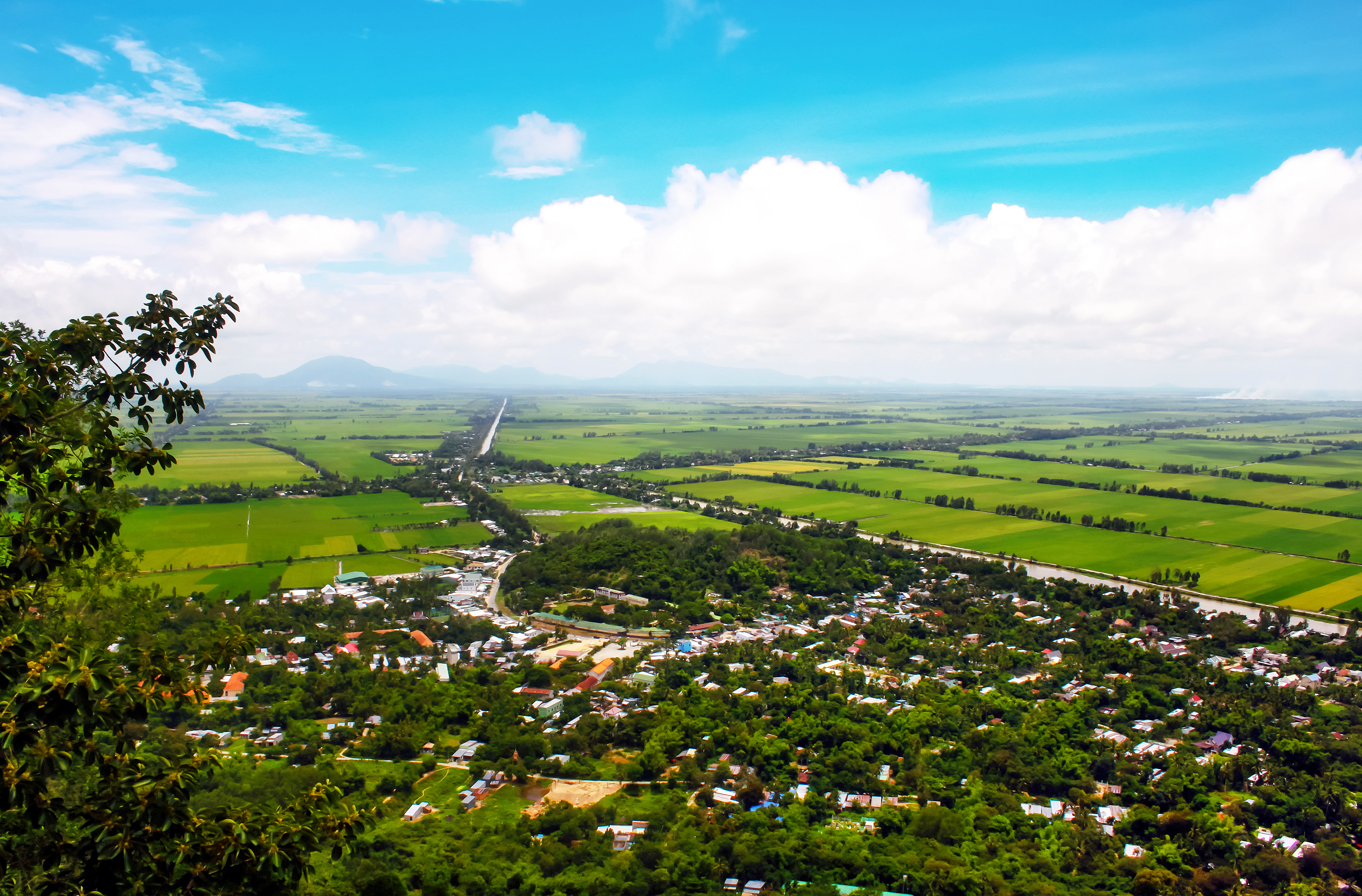
山頂から見下ろす

葩梯山（バーテーさん、ベトナム語: Núi Ba Thê）、別名梯山とも呼ばれ、ベトナムアンザン省トアイソン県の峰で、標高221m、周囲約4220m。本名は華梯山で、明命帝の皇后胡氏華の諱を避けたことから改名した。